# SN 1958A
SN 1958A – supernowa odkryta 8 sierpnia 1958 roku w galaktyce M+03-41-27. W momencie odkrycia miała maksymalną jasność 19,00m.